# Gemeinden des Kantons Schwyz

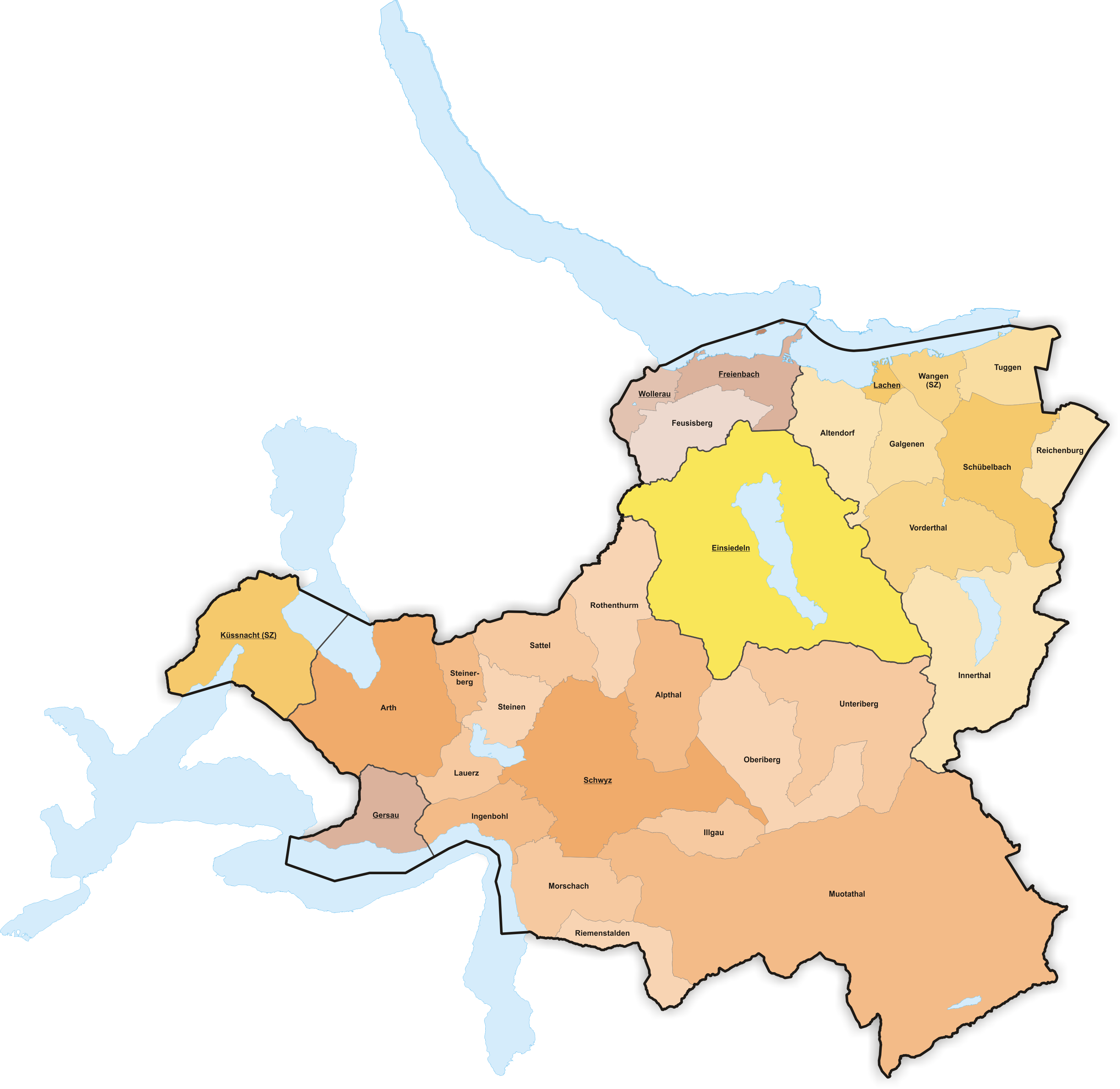
Gemeinden des Kantons Schwyz

Der Kanton Schwyz umfasst 30 politische Gemeinden (Stand: Februar 2009). 
Die Staatsverfassung von 1833 (Wiedervereinigung mit Ausserschwyz) teilte den Kanton in sechs Bezirke und insgesamt 28 Gemeinden.
In der Liste der Gemeinden sind Bezirkshauptorte fett hervorgehoben.

## Gemeinden
| Wappen        | Gemeindename   | Einwohner 31. Dezember 2023 | Fläche in km² | Einwohner pro km² | Bezirk     |
| ------------- | -------------- | --------------------------- | ------------- | ----------------- | ---------- |
| Alpthal       | Alpthal        | 637                         | 22,88         | 28                | Schwyz     |
| Altendorf     | Altendorf      | 7369                        | 20,41         | 361               | March      |
| Arth          | Arth           | 12'476                      | 42,02         | 297               | Schwyz     |
| Einsiedeln    | Einsiedeln     | 16'464                      | 98,93         | 166               | Einsiedeln |
| Feusisberg    | Feusisberg     | 5613                        | 17,50         | 321               | Höfe       |
| Freienbach    | Freienbach 1   | 16'943                      | 13,80         | 1228              | Höfe       |
| Galgenen      | Galgenen       | 5431                        | 13,27         | 409               | March      |
| Gersau        | Gersau         | 2414                        | 14,35         | 168               | Gersau     |
| Illgau        | Illgau         | 821                         | 10,96         | 75                | Schwyz     |
| Ingenbohl     | Ingenbohl      | 9346                        | 13,40         | 697               | Schwyz     |
| Innerthal     | Innerthal      | 184                         | 50,14         | 4                 | March      |
| Küssnacht     | Küssnacht (SZ) | 14'044                      | 29,38         | 478               | Küssnacht  |
| Lachen        | Lachen         | 9458                        | 2,44          | 3876              | March      |
| Lauerz        | Lauerz         | 1130                        | 9,18          | 123               | Schwyz     |
| Morschach     | Morschach      | 1253                        | 20,84         | 60                | Schwyz     |
| Muotathal     | Muotathal      | 3589                        | 172,14        | 21                | Schwyz     |
| Oberiberg     | Oberiberg      | 896                         | 33,17         | 27                | Schwyz     |
| Reichenburg   | Reichenburg    | 4113                        | 11,55         | 356               | March      |
| Riemenstalden | Riemenstalden  | 84                          | 11,20         | 8                 | Schwyz     |
| Rothenthurm   | Rothenthurm    | 2596                        | 22,75         | 114               | Schwyz     |
| Sattel        | Sattel         | 2066                        | 17,39         | 119               | Schwyz     |
| Schübelbach   | Schübelbach    | 9623                        | 29,01         | 332               | March      |
| Schwyz        | Schwyz         | 16'181                      | 53,18         | 304               | Schwyz     |
| Steinen       | Steinen        | 3762                        | 11,85         | 317               | Schwyz     |
| Steinerberg   | Steinerberg    | 957                         | 6,92          | 138               | Schwyz     |
| Tuggen        | Tuggen         | 3425                        | 13,51         | 254               | March      |
| Unteriberg    | Unteriberg     | 2462                        | 46,43         | 53                | Schwyz     |
| Vorderthal    | Vorderthal     | 1002                        | 27,97         | 36                | March      |
| Wangen        | Wangen (SZ)    | 5496                        | 8,46          | 650               | March      |
| Wollerau      | Wollerau       | 7568                        | 6,31          | 1199              | Höfe       |
| Total (30)    | Total (30)     | 167'403                     | 907,88        | 197               | -          |

Bemerkung: 1 Pfäffikon in der Gemeinde Freienbach ist ebenfalls ein Bezirkshauptort.

## Änderungen im Gemeindebestand

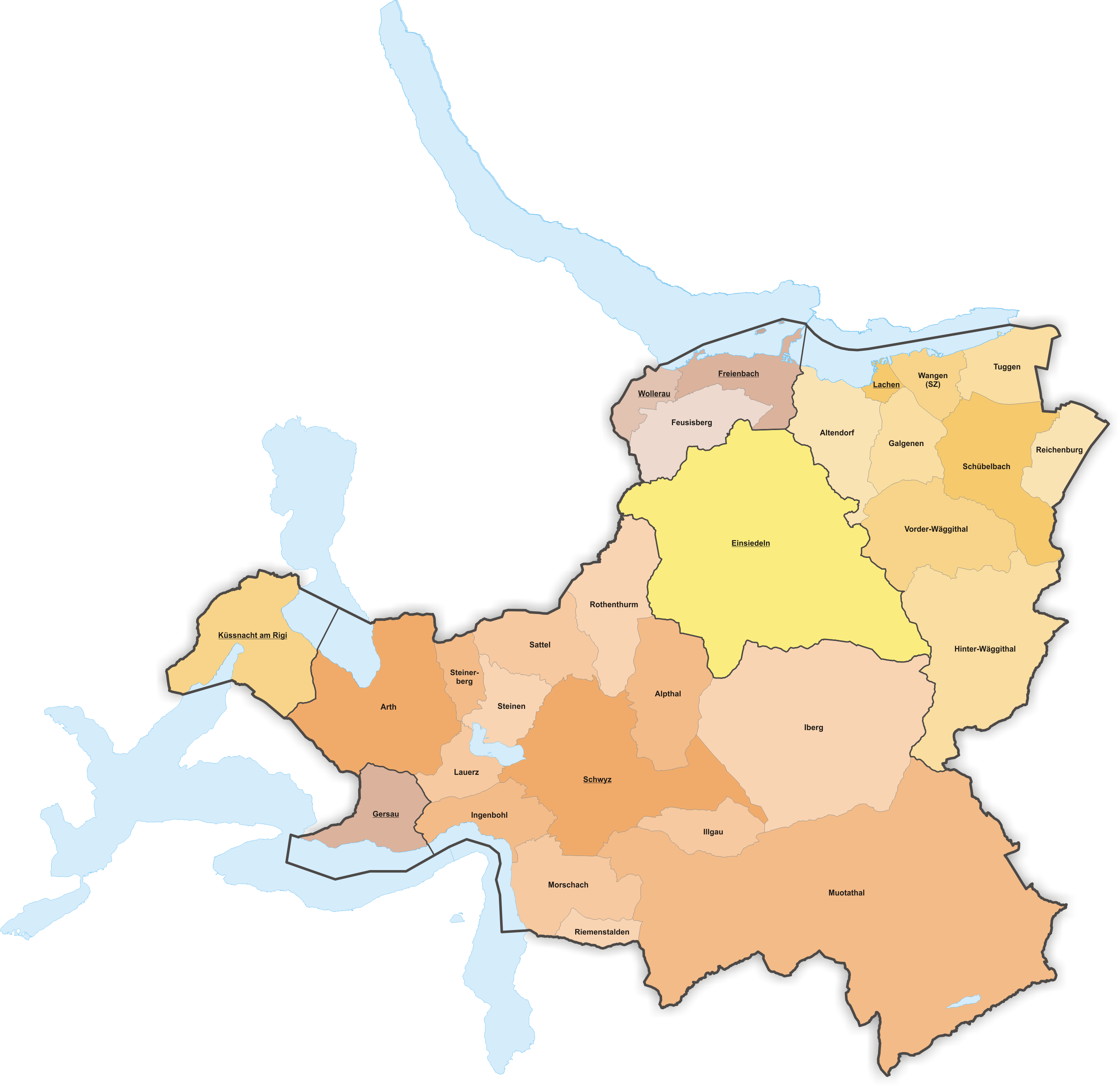
Gemeinden bis 1875
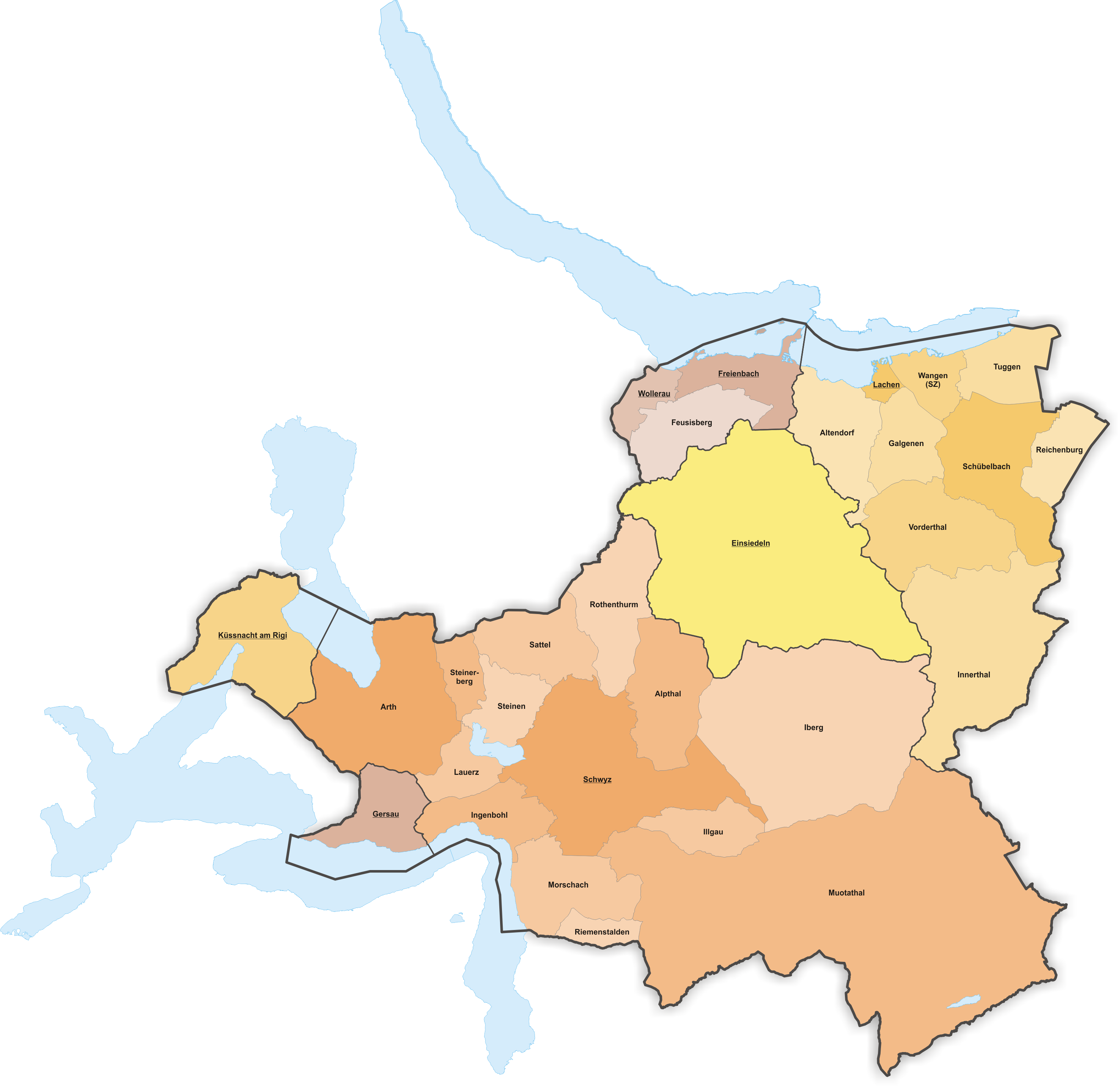
Gemeinden bis 1950
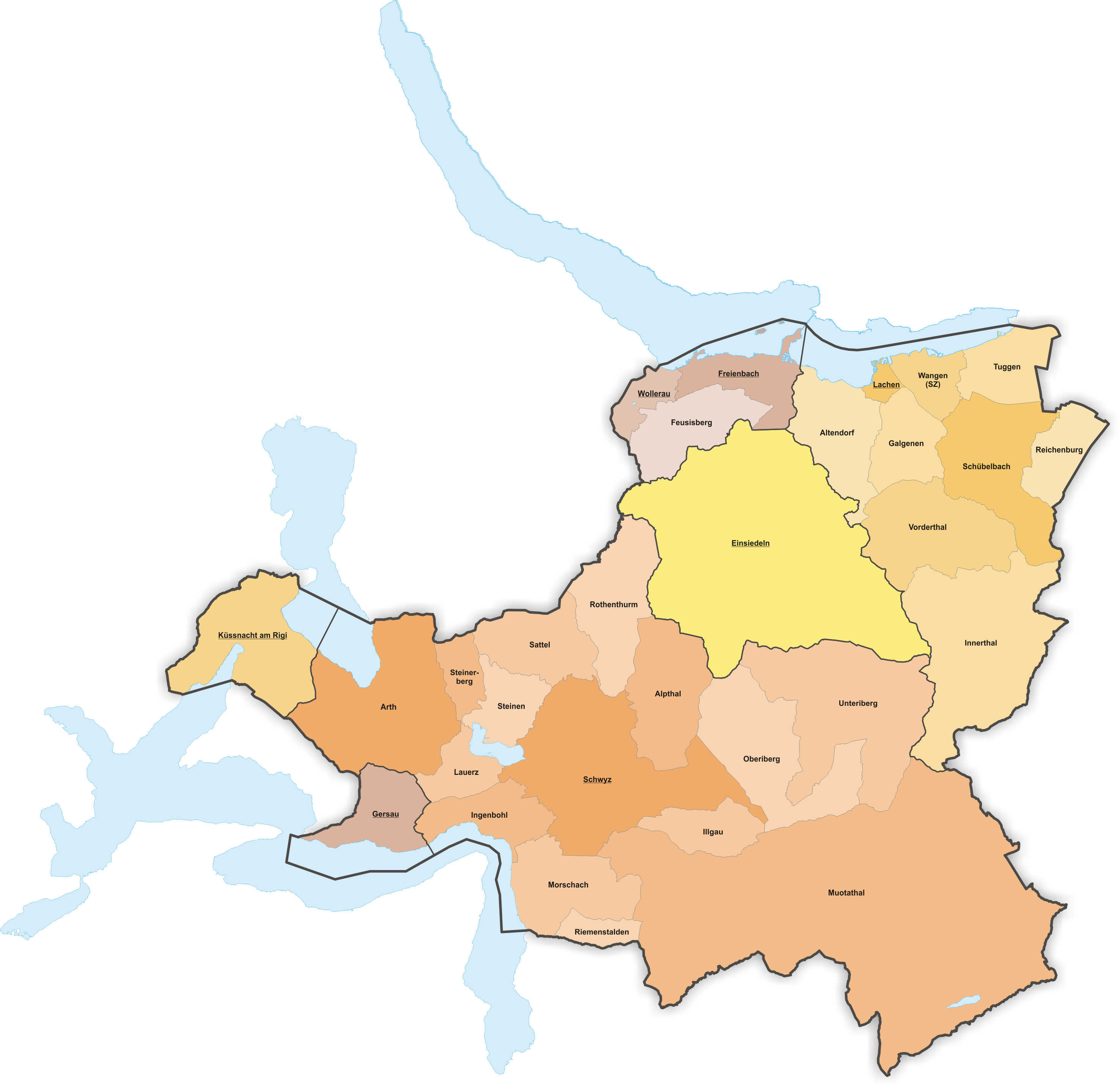
Gemeinden bis 1950
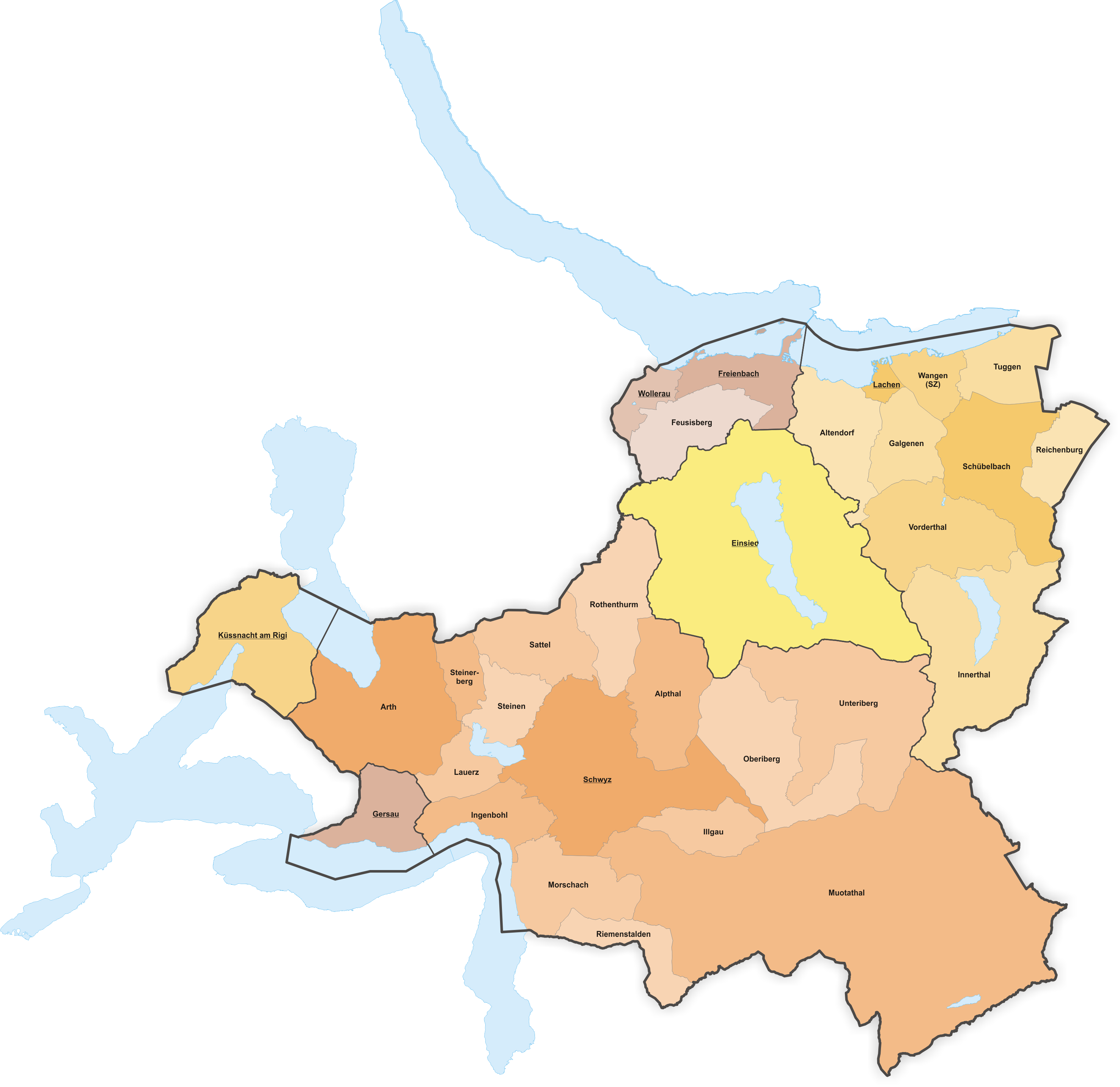
Gemeinden bis 2003
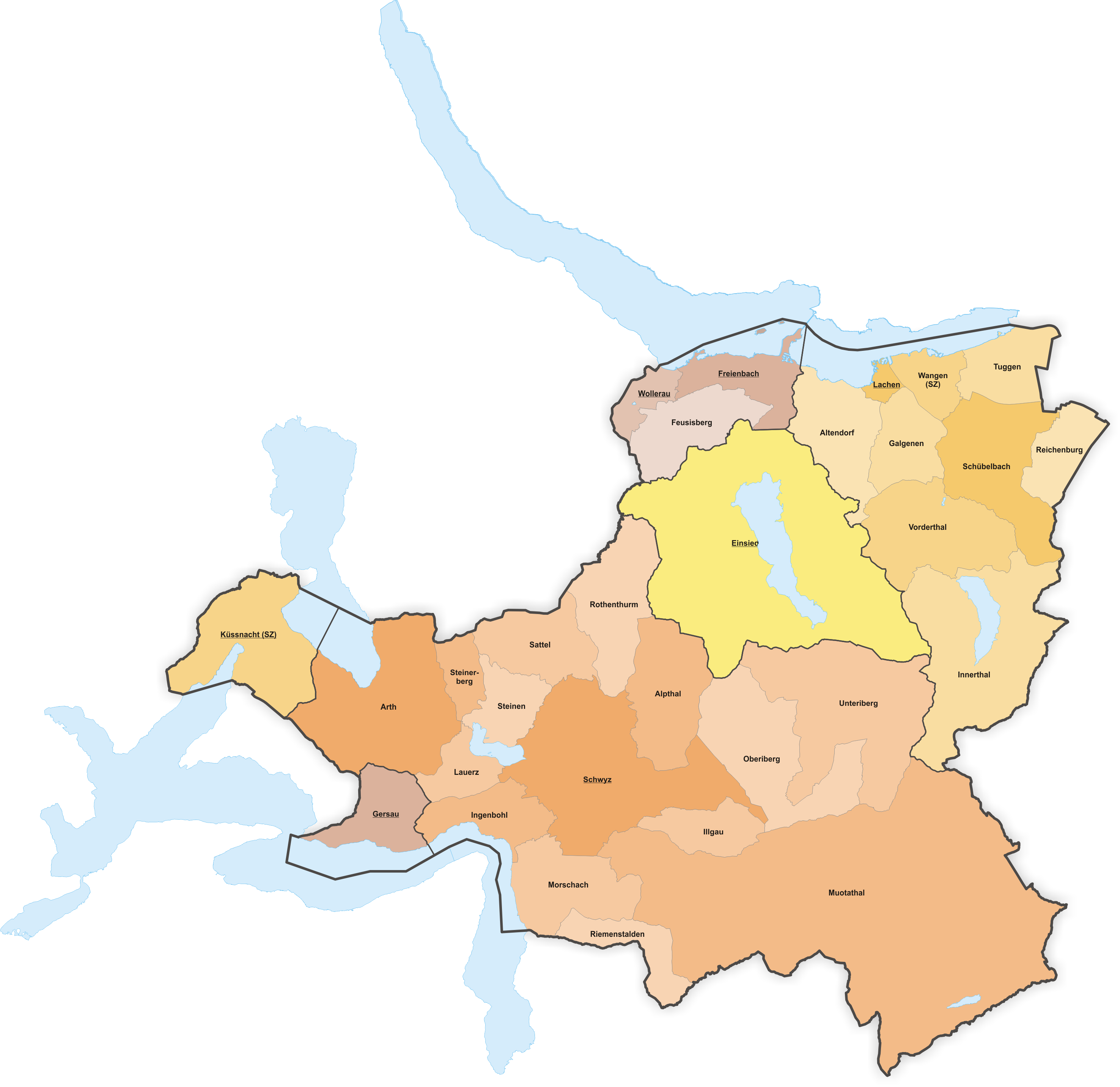
Gemeinden bis 2015

Von 1817 bis 1832 kannte der Kanton nur den "Bezirk" Gersau, das restliche Gebiet wurde wie bisher als Untertanenland von Schwyz betrachtet. Erst die Abspaltung von Ausserschwyz 1832 führte zur Bildung der vier Bezirke  March, Einsiedeln, Küßnacht und Pfäffikon, so dass mit der Wiedervereinigung von 1833 der Kanton Schwyz nun sechs Bezirke hatte, Schwyz, Gersau und die vier Bezirke von Ausserschwyz, mit insgesamt 28 Gemeinden. 
Seit 1833 gab es folgende Änderungen im Bestand der Gemeinden:
- 1848: Gründung von Feusisberg  (neu 29 Gemeinden)
- 1848: Namensänderung Pfäffikon → Freienbach (ausserdem Umbenennung des Bezirks Pfäffikon in Höfe)
- 1876: Namensänderung Vorder-Wäggithal → Vorderthal
- 1876: Namensänderung Hinter-Wäggithal → Innerthal
- 1884: Aufteilung von Iberg in Oberiberg und Unteriberg (neu 30 Gemeinden)
- 1951: Landabtausch, das Lidernental wechselt von der Gemeinde Muotathal zur Gemeinde Riemenstalden
- 2003: Namensänderung Küssnacht am Rigi → Küssnacht (SZ)
- 2016: Diverse kleinere Grenzkorrekturen